# Mulymja
Mulymja (rusky Мулымья) je řeka v Chantymansijském autonomním okruhu v Ťumeňské oblasti v Rusku. Je dlouhá 608 km. Plocha povodí měří 7810 km².

## Průběh toku
Teče po západním okraji Západosibiřské roviny. Na středním toku je velmi členitá. Ústí zleva do Kondy (povodí Obu).

## Vodní režim
Zdrojem vody jsou převážně sněhové srážky. Zamrzá v říjnu a rozmrzá v květnu. Charakteristická je tvorba ledových zátaras.